# Parque de la Salamandra
El parque de la Salamandra (en francés square de la Salamandre) es un parque ajardinado del XX Distrito de París. 

## Descripción
Creado en 1988 por el arquitecto Pierre Colboc, el parque se extiende sobre 13 274 m² y ocupa una posición central de la plaza de la Salamandra (place de la Salamandre, en francés).

## Situación
Está ubicado en las coordenadas: 48°51′28″N 2°24′21″E / 48.85778, 2.40583
 -  Línea 9  - Maraîchers